# Diócesis de Catamarca
La diócesis de Catamarca (en latín: Dioecesis Catamarcensis) es una circunscripción eclesiástica de la Iglesia católica en Argentina. Se trata de una diócesis latina, sufragánea de la arquidiócesis de Salta. Desde el 27 de diciembre de 2007 su obispo es Luis Urbanč.

## Territorio y organización

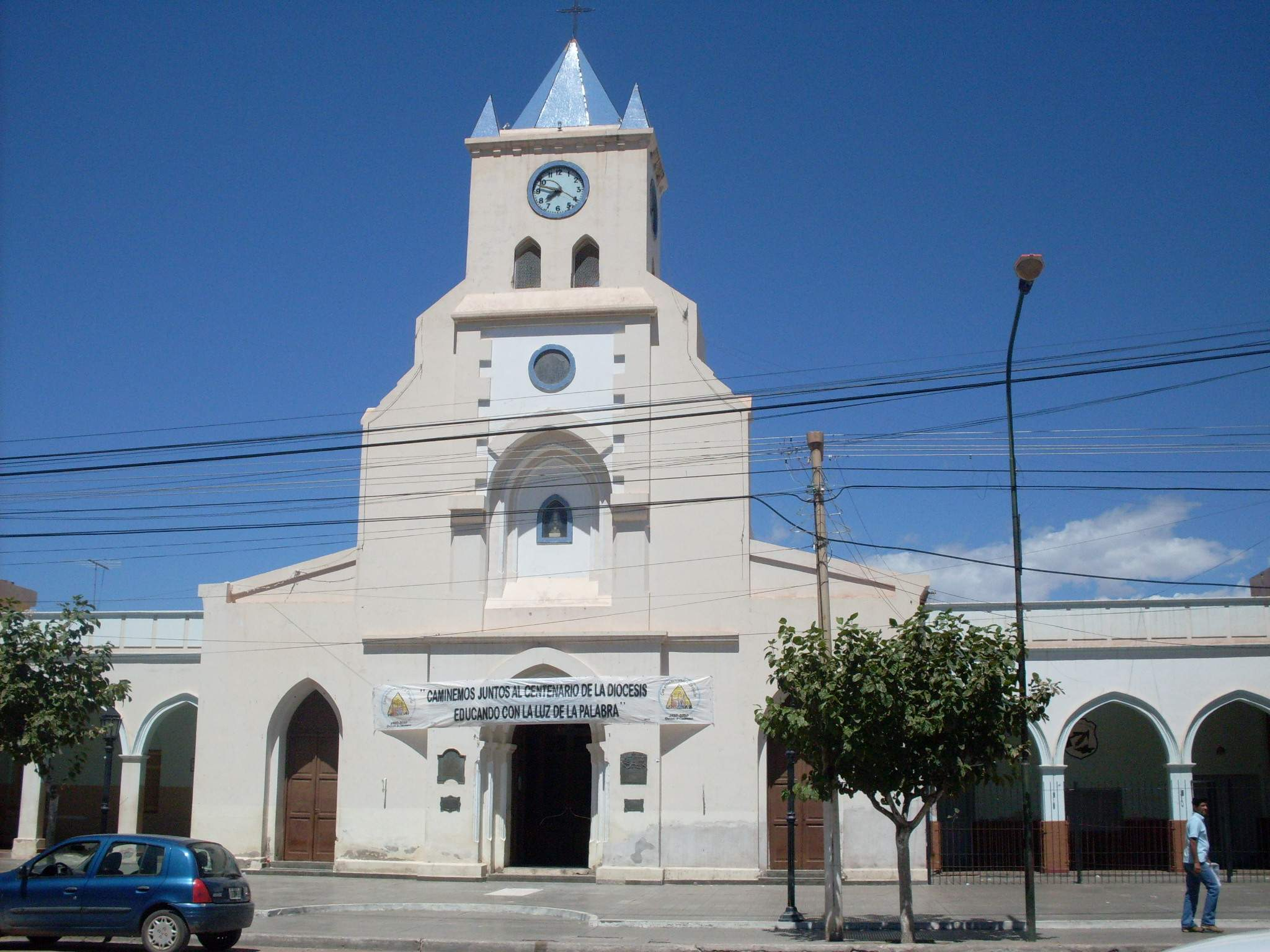
Iglesia de Tinogasta

La diócesis tiene 68 765 km² y extiende su jurisdicción sobre los fieles católicos de rito latino residentes en la provincia de Catamarca los departamentos de: Ambato, Ancasti, Andalgalá, Belén, Capayán, Capital, El Alto, Fray Mamerto Esquiú, Santa Rosa, La Paz, Paclín, Pomán, Tinogasta, Valle Viejo.
La sede de la diócesis se encuentra en la ciudad de San Fernando del Valle de Catamarca, en donde se halla la Catedral basílica de Nuestra Señora del Valle. 
En 2021 en la diócesis existían 31 parroquias agrupadas en 5 decanatos.
Son patrimonio histórico en la diócesis:
- Catedral Basílica de Nuestra Señora del Valle, en San Fernando del Valle de Catamarca;
- Iglesia de San Francisco, en San Fernando del Valle de Catamarca;
- Iglesia de San Pedro, en Fiambalá;
- Iglesia de Nuestra Señora del Rosario, en Hualfín;
- Capilla de Nuestra Señora del Rosario, en Piedra Blanca;.
- Casa de Fray Mamerto Esquiú;
- Iglesia de San José, en Piedra Blanca;
- Iglesia del Señor de los Milagros, en Piedra Blanca.

## Historia
La erección de la diócesis de Catamarca fue decidida por la Congregación Consistorial con decreto del 21 de enero de 1910 y establecida canónicamente con la bula Sollicitudine del papa Pío X del 5 de febrero siguiente obteniendo el territorio de la entonces diócesis de Tucumán. El decreto argentino que otorgó el pase a la bula fue del 6 de mayo de 1910 y la ley n.º 6771 autorizó su erección el 4 de octubre de 1909.
Originalmente sufragánea de la arquidiócesis de Buenos Aires, el 20 de abril de 1934 pasó a formar parte de la provincia eclesiástica de la arquidiócesis de Salta.
El 22 de mayo de 1920 cedió el territorio del departamento de Los Andes en la provincia de Salta a la diócesis de Salta. El 2 de julio de 1944 la diócesis de Catamarca adquirió a la arquidiócesis de Salta el departamento de Antofagasta de la Sierra.
El 8 de septiembre de 1969 cedió una parte de su territorio para la erección de la prelatura territorial de Cafayate mediante la bula Praeclarissima exempla del papa Pablo VI.

## Estadísticas
Según el Anuario Pontificio 2020 la diócesis tenía a fines de 2019 un total de 329 700 fieles bautizados.
| Año                                                                             | Población            | Población | Población      | Sacerdotes | Sacerdotes    | Sacerdotes    | Bautizados por sacerdote | Diáconos permanentes | Religiosos | Religiosos | Parroquias |
| Año                                                                             | Bautizados católicos | Total     | % de católicos | Total      | Clero secular | Clero regular | Bautizados por sacerdote | Diáconos permanentes | Varones    | Mujeres    | Parroquias |
| ------------------------------------------------------------------------------- | -------------------- | --------- | -------------- | ---------- | ------------- | ------------- | ------------------------ | -------------------- | ---------- | ---------- | ---------- |
| 1950                                                                            | 150 000              | 155 442   | 96.5           | 76         | 56            | 20            | 1973                     |                      | 21         | 70         | 16         |
| 1957                                                                            | 187 000              | 189 847   | 98.5           | 75         | 53            | 22            | 2493                     |                      | 26         | 71         | 21         |
| 1965                                                                            | 203 418              | 214 125   | 95.0           | 72         | 51            | 21            | 2825                     |                      | 23         | 84         | 24         |
| 1970                                                                            | ?                    | 195 892   | ?              | 77         | 55            | 22            | ?                        |                      | 26         | 75         | 25         |
| 1976                                                                            | 177 130              | 178 127   | 99.4           | 64         | 44            | 20            | 2767                     |                      | 24         | 50         | 24         |
| 1980                                                                            | 201 274              | 202 271   | 99.5           | 59         | 38            | 21            | 3411                     |                      | 25         | 60         | 24         |
| 1990                                                                            | 251 000              | 266 000   | 94.4           | 59         | 42            | 17            | 4254                     | 1                    | 19         | 69         | 23         |
| 1999                                                                            | 270 000              | 276 000   | 97.8           | 59         | 47            | 12            | 4576                     |                      | 13         | 64         | 24         |
| 2000                                                                            | 272 000              | 279 000   | 97.5           | 66         | 52            | 14            | 4121                     | 1                    | 15         | 63         | 24         |
| 2001                                                                            | 276 000              | 282 000   | 97.9           | 63         | 50            | 13            | 4380                     | 1                    | 14         | 52         | 24         |
| 2002                                                                            | 304 000              | 310 267   | 98.0           | 64         | 50            | 14            | 4750                     | 1                    | 15         | 52         | 26         |
| 2003                                                                            | 324 301              | 330 092   | 98.2           | 64         | 50            | 14            | 5067                     | 1                    | 15         | 53         | 27         |
| 2004                                                                            | 323 490              | 330 092   | 98.0           | 65         | 51            | 14            | 4976                     | 1                    | 15         | 50         | 27         |
| 2006                                                                            | 323 000              | 330 092   | 97.9           | 63         | 53            | 10            | 5127                     | 1                    | 11         | 40         | 27         |
| 2013                                                                            | 346 407              | 389 430   | 89.0           | 58         | 50            | 8             | 5972                     | 1                    | 11         | 27         | 28         |
| 2016                                                                            | 356 800              | 401 000   | 89.0           | 65         | 58            | 7             | 5489                     | 1                    | 7          | 27         | 29         |
| 2019                                                                            | 329 700              | 350 970   | 93.9           | 55         | 50            | 5             | 5994                     | 2                    | 9          | 28         | 31         |
| 2021                                                                            | 336 000              | 357 660   | 93.9           | 55         | 50            | 5             | 6109                     | 2                    | 7          | 22         | 31         |
| Fuente: Catholic-Hierarchy, que a su vez toma los datos del Anuario Pontificio. |                      |           |                |            |               |               |                          |                      |            |            |            |

Tiene 7 seminaristas mayores, 311 templos y capillas, 4 santuarios, 1 monasterio femenino, 4 casas de religiosos, 7 casas de religiosas y 16 centros educativos.

## Episcopologio
- Bernabé Piedrabuena † (8 de noviembre de 1910-11 de junio de 1923 nombrado obispo de Tucumán)
- Inocencio Dávila y Matos † (7 de julio de 1927-30 de abril de 1930 falleció)
- Vicente Peira † (20 de octubre de 1932-11 de marzo de 1934 falleció)
- Carlos Francisco Hanlon, C.P. † (13 de septiembre de 1934-29 de noviembre de 1959 falleció)
- Adolfo Servando Tortolo † (11 de febrero de 1960-6 de septiembre de 1962 nombrado arzobispo de Paraná)
- Alfonso Pedro Torres Farías, O.P. † (25 de septiembre de 1962-5 de noviembre de 1988 falleció)
- Elmer Osmar Ramón Miani † (19 de diciembre de 1989-27 de diciembre de 2007 renunció)
- Luis Urbanč, desde el 27 de diciembre de 2007

## Galería de imágenes

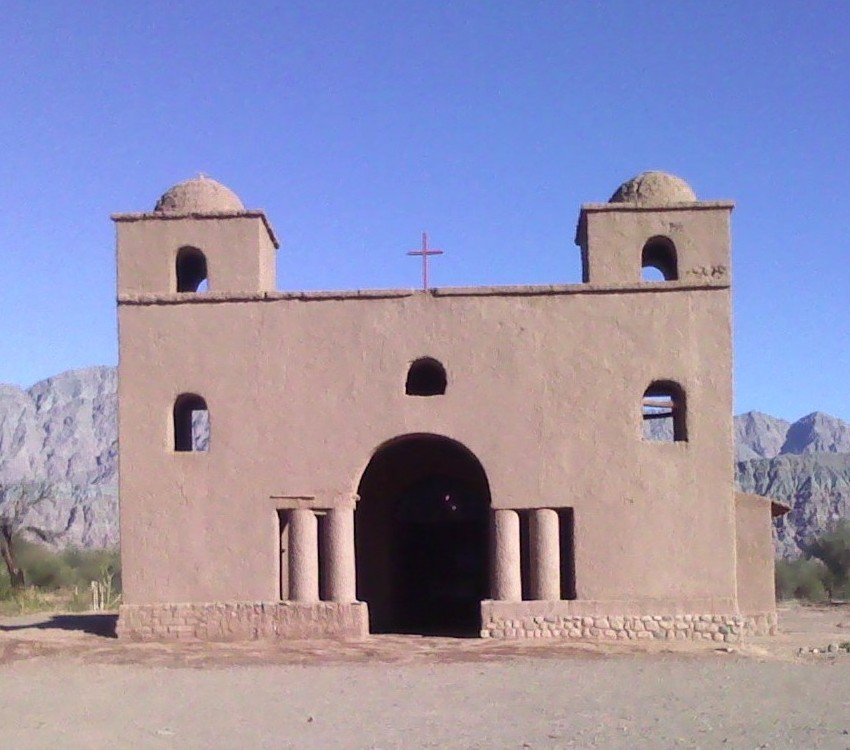
Iglesia Nuestra Señora de Andacollo, en La Falda, junto a Anillaco. Uno de los monumentos más destacados de la ruta del adobe
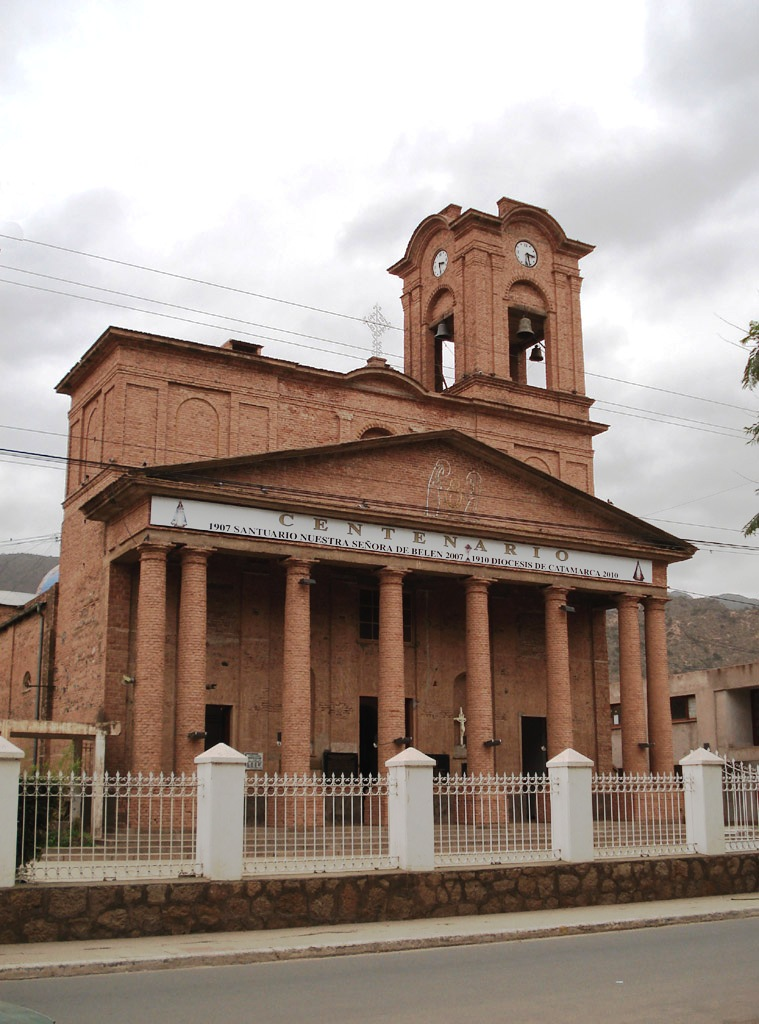
Santuario de Belén
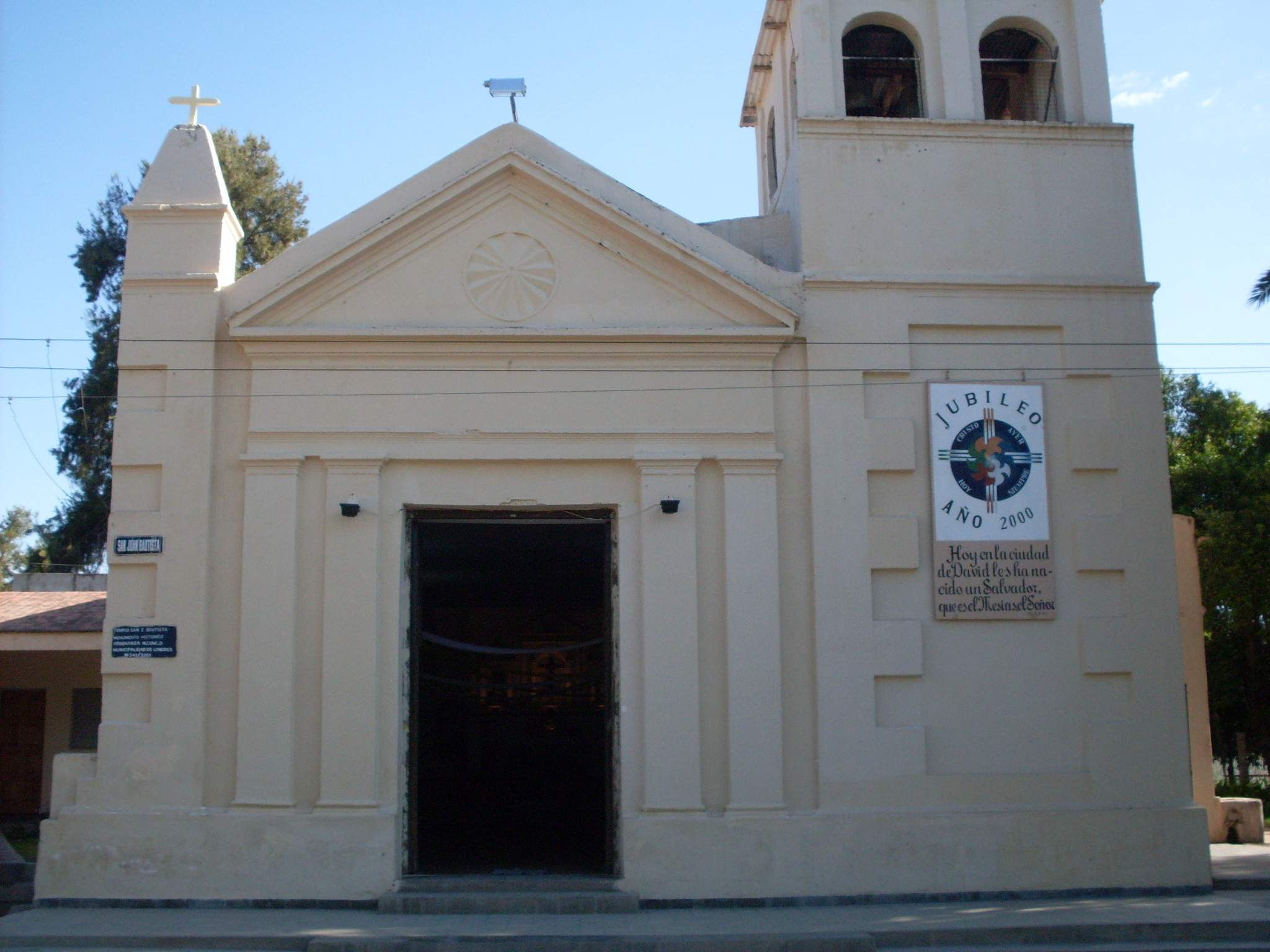
Iglesia de Londres
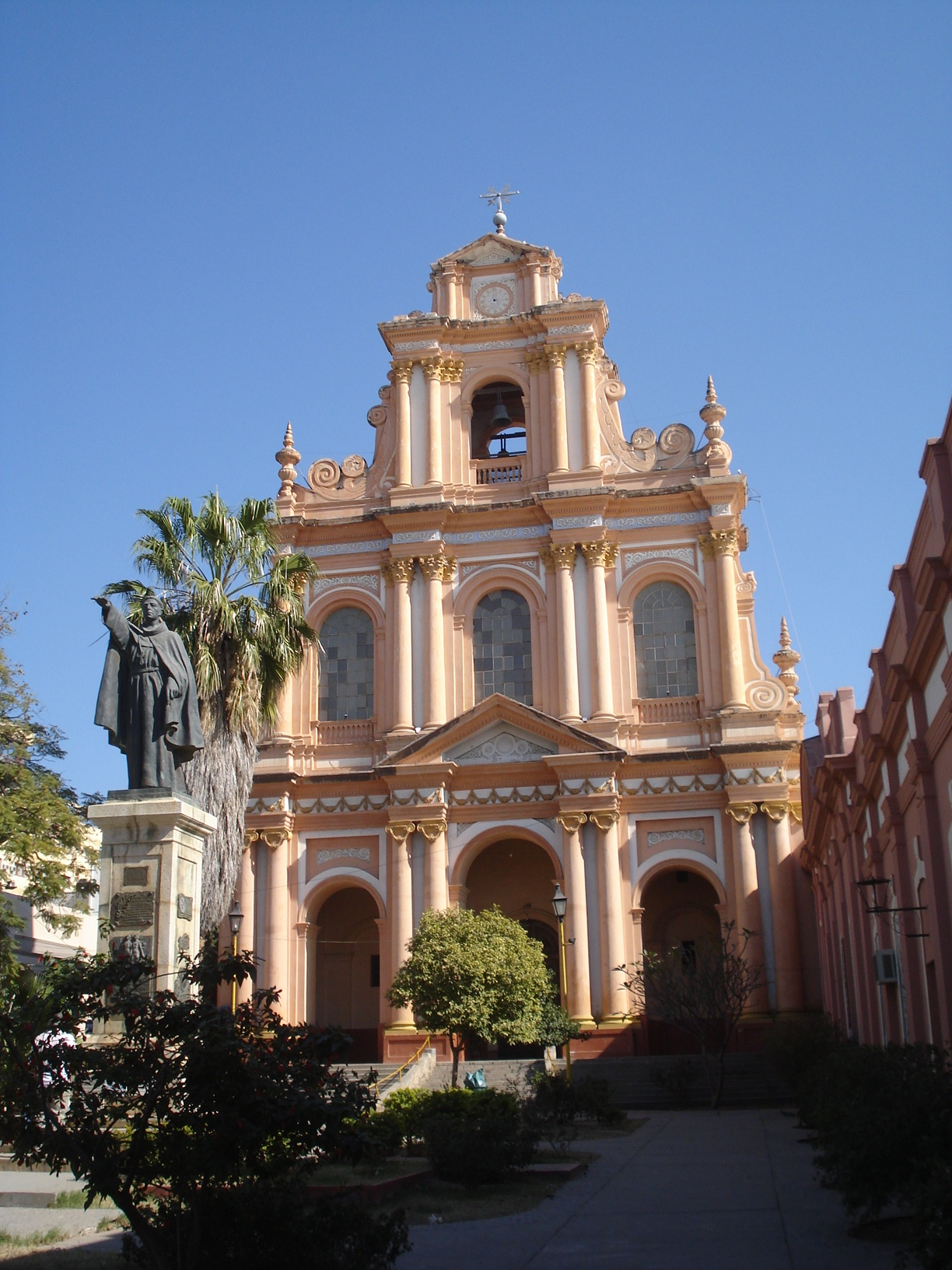
Templo de '"San Pedro de Alcantara"en San Fernando del Valle de Catamarca
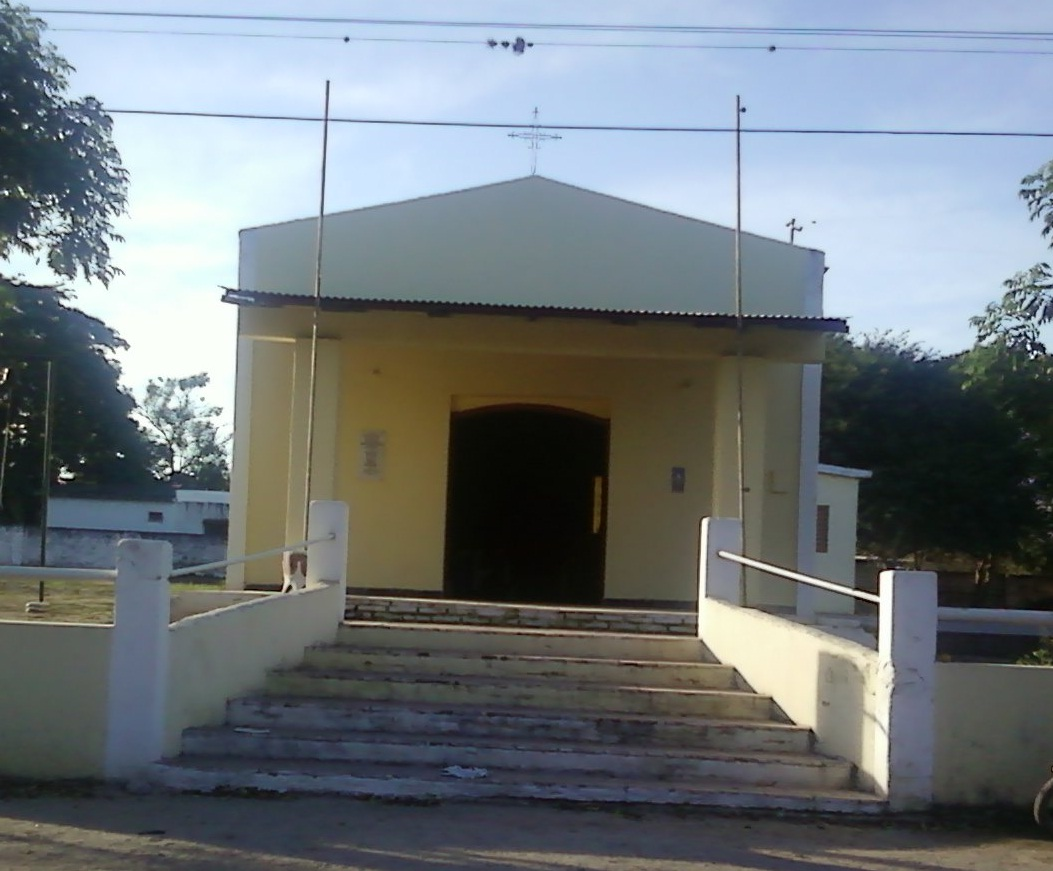
Capilla en Lavalle
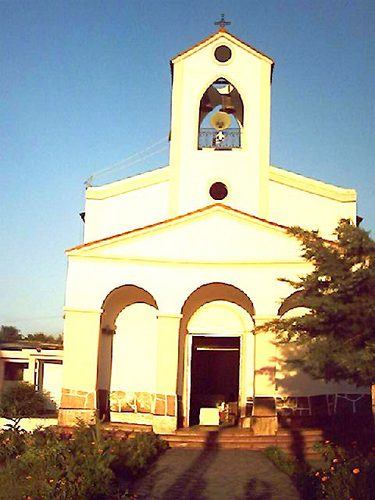
Parroquia San Roque de Recreo
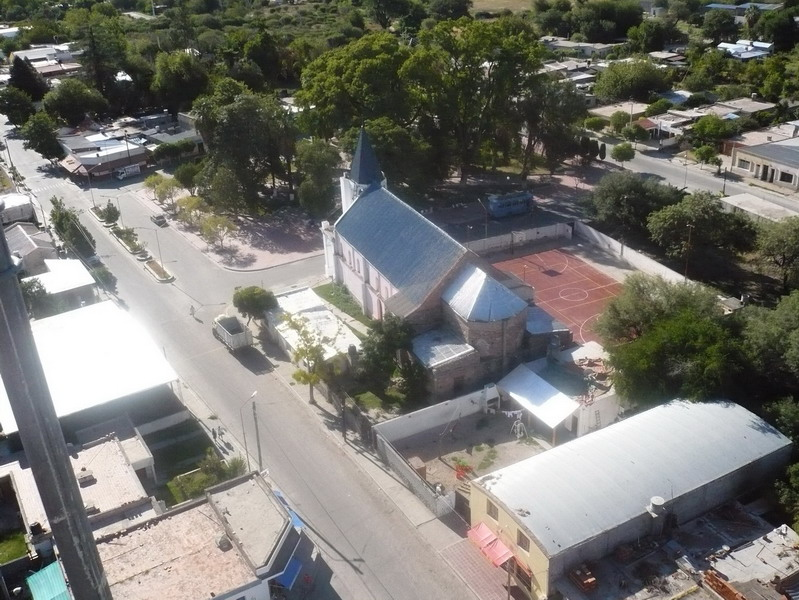
Iglesia de Saujil
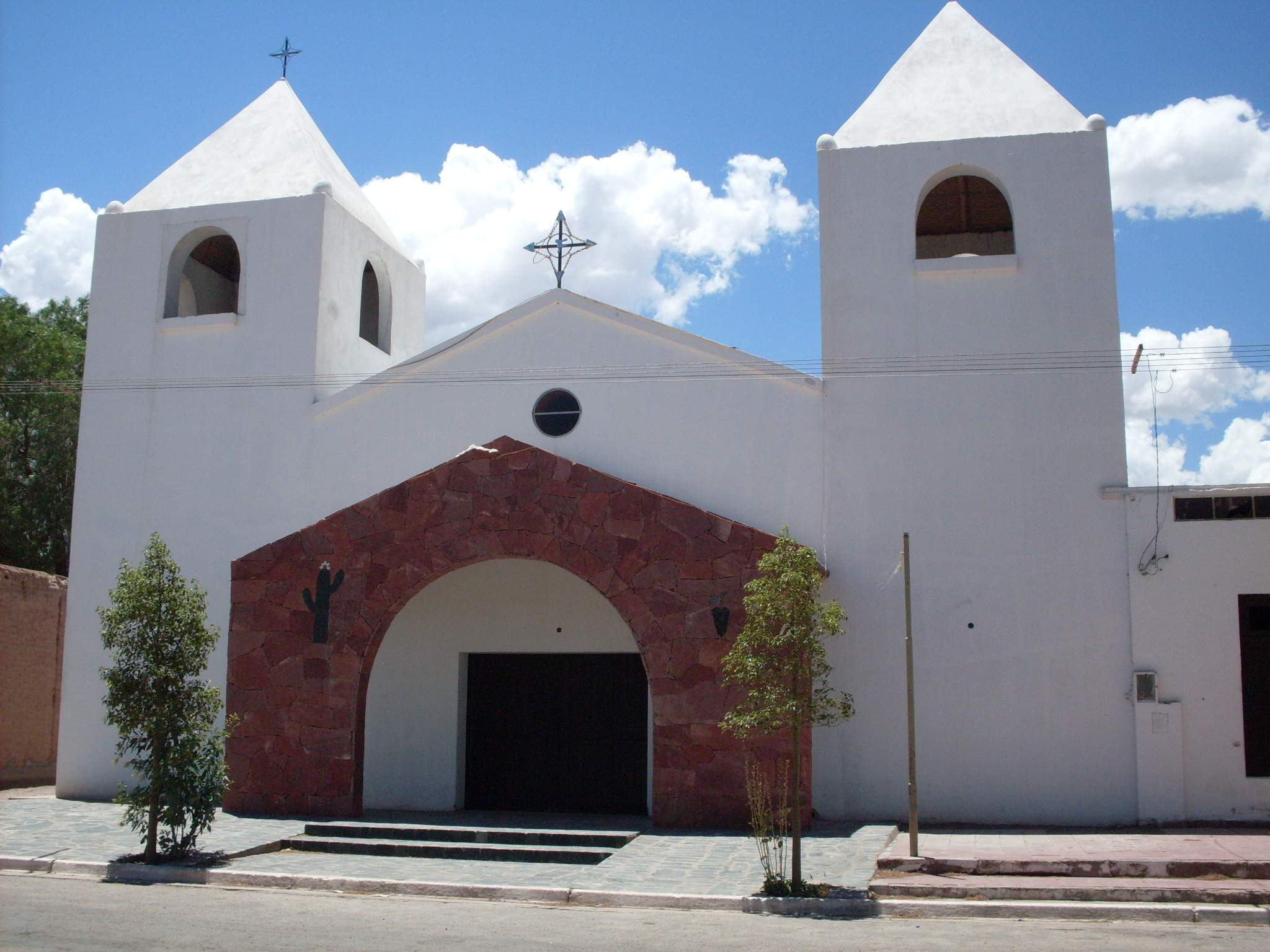
Iglesia de Fiambalá